# Liste der Finanzminister von Brandenburg
Liste der Finanzminister von Brandenburg.

## Finanzminister Brandenburg (seit 1990)
| Name                   | Amtsantritt                       | Kabinett              | Partei    |
| ---------------------- | --------------------------------- | --------------------- | --------- |
| Klaus-Dieter Kühbacher | 1. November 1990 11. Oktober 1994 | Stolpe I Stolpe II    | SPD       |
| Wilma Simon            | 1. Oktober 1995 13. Oktober 1999  | Stolpe II Stolpe III  | SPD       |
| Dagmar Ziegler         | 19. September 2000 26. Juni 2002  | Stolpe III Platzeck I | SPD       |
| Rainer Speer           | 19. September 2004                | Platzeck II           | SPD       |
| Helmuth Markov         | 6. November 2009 28. August 2013  | Platzeck III Woidke I | Die Linke |
| Christian Görke        | 21. Januar 2014 5. November 2014  | Woidke I Woidke II    | Die Linke |
| Katrin Lange           | 20. November 2019                 | Woidke III            | SPD       |
| Robert Crumbach        | 11. Dezember 2024                 | Woidke IV             | BSW       |